# Mount Griggs
Der Mount Griggs ist ein 2317 Meter hoher Stratovulkan der Aleutenkette auf der Alaska-Halbinsel. Er liegt im Katmai-Nationalpark am nordöstlichen Rand des Valley of Ten Thousand Smokes und in Sichtweite des Mount Katmai.
Obgleich es keine historischen Aufzeichnungen über Eruptionen gibt, zeugen aktive Fumarolen im Krater und der oberen südwestlichen Flanke von vulkanischen Aktivitäten. Das Getöse dieser Dampfaustrittsstellen kann teilweise noch am Talboden wahrgenommen werden. Die Hänge des Vulkans sind von pyroklastischem Material bedeckt, welches 1912 vom Novarupta eruptiert wurde.
Der Vulkan ist benannt nach Robert Fiske Griggs (1881–1962), einem Botaniker dessen Forschungen nach dem Ausbruch von 1912 zur Errichtung des Katmai-Nationalparks durch Präsident Woodrow Wilson führte.

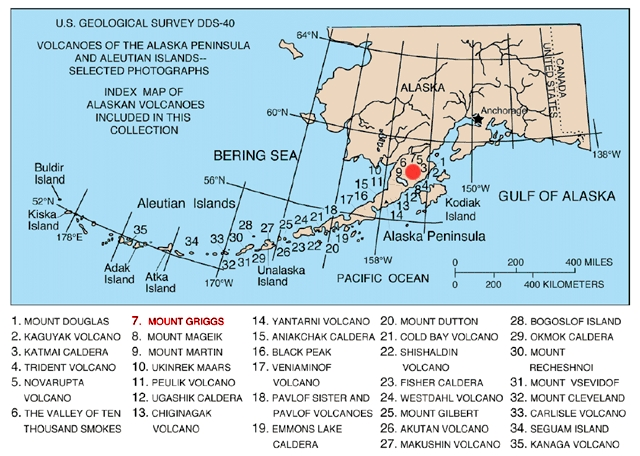
Lage des Mount Griggs in Alaska